# ФК Скалите
„Скалите“ е футболен отбор, създаден през сезон 2004 – 2005.
Отначало играе за Басарбово (Община Русе), през сезон 2008 – 2009 – за Русе. Оттогава нататък не играе.